# الکس هانت
الکس هانت (انگلیسی: Alex Hunt؛ زادهٔ ۲۹ مهٔ ۲۰۰۰) بازیکن فوتبال اهل بریتانیا است.
از باشگاه‌هایی که در آن بازی کرده است می‌توان به باشگاه فوتبال شفیلد ونزدی اشاره کرد.